# リック・ドム
リック・ドム (RICK DOM) は、「ガンダムシリーズ」に登場する架空の兵器。有人操縦式の人型機動兵器「モビルスーツ（MS）」のひとつ。初出は、1979年放送のテレビアニメ『機動戦士ガンダム』。
作中の敵側勢力であるジオン公国軍の陸戦用MS「ドム」を宇宙用に改修した量産機で、「リック」は「宇宙用」の意味をもつ。小説版では主人公アムロ・レイのライバルであるシャア・アズナブルの搭乗機となっている。
本記事では、外伝作品などに登場するバリエーション機についても解説する。陸戦型のドム系列については、「ドム」の項目を参照。

## 設定解説
MS-09ドムの宇宙仕様機。
ジオン軍は一週間戦争やルウム戦役で多数のパイロットともにザクを喪失したことや、地上降下に伴って多数のザクを同地に回したことから、ジオン宇宙軍の戦力不足を埋めるためにドズル・ザビが申請し、開発が始動した。ザクII F型の後継機開発が遅延していたことから、完成したばかりのドムを改修して2か月で開発された。
RX-78の情報が入ってきたことから持ち上がった次期主力空間戦闘用MSの一種とされており、その際には本機のほか、高機動型ザクII（R-2型）、MS-14、MS-15とともにプランが提出された。一方、RX-78の登場後はジオン宇宙軍の要望にビーム兵器の採用が加わったため、次期主力開発MSのスケジュールは先送りされ、生産性の高い本機が導入されることとなる。その過程でジオニック社の高機動型ザクII（R-2型）とは競合したものの、ツィマット社の本機はドムの装備を宇宙用に変更するだけで完成するため、その生産性を含めたトータルスペックで採用を勝ち得ている。
ドムからは主に脚部や腰部のバーニアが強化されているものの、外観上の差はほとんどない。宇宙用MSとして、MS-14Aが完成するまでの暫定的な主力機として活躍した。

### 機体構造
腕部
基本構造はドムと同様だが、防塵機構を省略してその空き部分にプロペラントタンクを配置している。
脚部
インテーク周囲の吸入機構が不要となったため、それに代わってプロペラントタンクを配置している。
スラスター
ドムで導入されていた熱核ジェットに代わって熱核ロケットを採用し、脚部およびスカート部の推進器を改変している。コンプレッサーを廃止して燃焼室を拡大したことにより、熱核ジェットと比較して4倍の推力を実現している。一方、エネルギー変換効率は低下したものの、推進剤の消費量は化学燃料と比較して1/2 - 1/6に留めている。また、宇宙用冷却システム、航法システム、マグネットなどの装着により、推進タンクの部分はかなり減少した。6G程度の高加速を40秒持続可能で、ザクの3倍近い推進能力を獲得している。重量が増大したものの、運動性ではザクを凌駕する。ジオンでは戦争によって優秀な人材が喪失した結果、宇宙戦において推進剤を使い切ってしまうパイロットの質的低下が発生していたものの、本機の仕様では未熟なパイロットが推進剤を多少無駄遣いしても戦闘が続行可能である。

### 武装
基本的にドムと共通である（ドム#武装を参照）。なお、ビーム・バズーカについては小説版およびリック・ドム（RS型）を参照。

### 劇中での活躍
テレビアニメではシャア・アズナブルのザンジバルやキャメル艦隊の搭載MSとして、次いでコンスコン隊の主力MSとして第31話 - 第34話に初登場し、以後はソロモン、ア・バオア・クーの決戦でも多数が登場した。
初登場の第31話では、トクワン大尉がシャアに「ザクよりはるかに使える」と報告したが、ニュータイプとして覚醒を始めたアムロ・レイとガンダムの敵ではなかった。特に第33話では、コンスコン機動部隊の本機による小隊が連邦軍のホワイトベース隊に圧倒され、3分未満で12機が撃墜された。その後、ソロモン戦やテキサスコロニー戦でも登場している。ベテランが搭乗し、優れた機動や連携を披露する機体を多く確認できるが、ホワイトベース隊に次々と撃破されていった。
第40話では、連邦軍と初めて直接交戦するララァ・スン少尉とニュータイプ専用モビルアーマー (MA) エルメスの護衛として、バタシャム中尉と部下が本機に搭乗して出撃する。エルメスの活躍を見たバタシャムと部下はララァに嫉妬して任務を放棄し、護るべきエルメスの後方に下がるという醜態を見せた。
第42話 - 第43話のア・バオア・クーの戦いでは、多数の本機が参加した。同要塞に不時着したホワイトベースの右舷エンジンを後方より狙撃して爆発させた機体も確認できる。一方、キシリア・ザビ少将がトワニング准将に本機とゲルググが戦果を挙げていないことを咎めた際、この2機種に学徒動員兵が多数搭乗していることを報告するなど、本機は戦局を一変させるほどの活躍はできなかった。
劇場版では、マゼラン級宇宙戦艦をジャイアント・バズで攻撃した直後にジムのビーム・サーベルで斬られるシーンが追加された。また、機体の形状からカイ・シデンに「スカートつき」と称されている。
OVA『機動戦士ガンダム 第08MS小隊』第9話では、アプサラスIIIのジェネレーターが本機から流用されたものであることが、オペレーターの発言で確認できる。
漫画『機動戦士ガンダム THE ORIGIN』では、キャメル艦隊の艦載機として登場する。ホワイトベースを後方から挟み撃ちにしようとしたザンジバルのシャアはキャメル艦隊から発艦したのがザクではなく本機と聞き、意外そうな反応を見せている。
漫画『機動戦士ガンダム ギレン暗殺計画』では、ギレン親衛隊所属機が登場する。ヒート・サーベルのほか、円形の盾とランスを合わせた装備「シールドランス」やMMP-80マシンガンを装備し、親衛隊員のバネッサ・バーミリオンとガイウス・ゼメラが搭乗した。
ゲーム『機動戦士ガンダム 戦士達の軌跡』では、オリジナルである黒い三連星専用機の本機が登場する。三連星専用ドムと同じく左肩にエンブレムが施されているが、性能面の変更はない。
漫画『機動戦士ガンダム外伝 ミッシングリンク』では、リベリオ・リンケが搭乗する。ア・バオア・クー防衛戦攻防戦でも出撃するが、ヴィンセント・グライスナーが抑え込んだペイルライダーへの斬撃を繰り出した際に返り討ちに遭い、リベリオは戦死する。

### 小説版
小説版『機動戦士ガンダム』では、他のMS同様、頭頂高が一回り小さい16メートルとなっている。ジオン軍初のビーム兵器搭載機であるとされ、実質的にゲルググの役どころを担って登場する。携行火器としてビーム・バズーカ、斬撃兵装としてビーム・サーベルを装備しているが、ビーム・サーベルはビーム集束性能が連邦軍より劣っており、RX-78 ガンダムのそれほどには細く鋭い刃を形成できない。また、ビーム・バズーカも連邦軍より劣っており、機体本体のジェネレータが低出力すぎるうえにエネルギーCAP方式も実用化できなかったため、ビーム・バズーカ本体に専用のジェネレーターを搭載して大型化せざるを得なかった。
挿絵に描かれている姿を見る限り、サイズを除く外観はテレビアニメ版の機体とまったく同じであり、ビーム・バズーカもその形状はジャイアント・バズとまったく同じである。また、『ガンダムセンチュリー』（みのり書房、1981年）以降、MSの機体各部には数多くの補助カメラが存在することになっているが、少なくとも小説『機動戦士ガンダム』に登場するMSは頭部のカメラが唯一の視覚センサーである。作中、本機の頭部を破壊されたシャア・アズナブルは、自らコクピット・ハッチに穴を開けて視界を確保している。
シャア率いるニュータイプ部隊は本機を主力としており、シャア自身も赤く塗装した機体に搭乗している。劇中、本機に搭乗するルロイ・ギリアム中尉の手によってガンダム (G3) は撃破され、アムロが戦死している。後年、この小説版を原典として「シャア専用リック・ドム」をはじめビーム・バズーカ装備の本機は「RS型」であると設定されたが、ビーム・バズーカ自体は新規デザインが起こされた。

### 設定の変遷
テレビアニメ版ではドムの動画が流用され、直立したままの移動シーンも目立ったが、劇場版では新作部分で脚部やスカート内部にバーニアが描かれ、ドムとの違いが表現された。また、ジャイアント・バズの砲身後部のカバーが開いて発射ガスを後方に逃すといった描写もある。しかし、特に名のあるエースパイロットが搭乗することもなかった。
バーニア以外の外観はドムと同一であったが、「マスターグレード リック・ドム」から背部とスカート後部の外観の違いが設定された。
本機名の「リック」の語源について富野は「リメイク」の意であると答えたが、それを聞いていたテレビアニメ版の原画マンの1人は、「当時、怪盗リックサックから採ったと監督が言っていた」と訂正を入れている。
個人用カスタム機
ドズル・ザビ専用機
メカニックデザイン企画『MSV-R』に登場。ドズル・ザビ中将のためにリック・ドムの初期生産型通算100号機をカスタマイズした機体。
ザクII（ドズル・ザビ専用機）と同様にコクピットを改修し、機体の縁に金色のエングレービングが施され、胸部上部の左右と両手の甲に3本ずつのスパイクが装着されている。エングレービングはドズルの趣味ではなく、とある技術士官の発案であるとされる（ザクIIのエングレービングも、同士官の発案であった）。
ドズル自身の要望により、ヒート・サーベルに代わってザクIIで使用していた専用ヒートホークを背面に装備している。宇宙世紀0079年末には観兵式に参加している。
エギーユ・デラーズ専用機
OVA『機動戦士ガンダム0083 STARDUST MEMORY』に登場（型式番号：MS-09R）。
ア・バオア・クーの戦いでアナベル・ガトーがエギーユ・デラーズ大佐の専用機を借りて決死の出撃を望むが、彼に説得されて止められている。本機は「MS-09F ドム・フュンフ」と長年にわたって混同されていたが、小説版では「09R（リック・ドム）」との描写があるうえ、カードゲームで「試作型リック・ドム（エギーユ･デラーズ専用機）」が設定されたことから、その後は両者は別物という見方がされている。試作の経緯や機体性能など、形式そのものについての詳細は不明だったが、ゲーム『機動戦士ガンダム0083カードビルダー』において設定が加えられた。外見はドム・トローペンに近く、胸部の拡散ビーム砲も搭載されていない。
なお、漫画版『ADVANCE OF Ζ ティターンズの旗のもとに』にも同形状の機体が登場し、カードゲーム『ガンダムウォー』においてリック・ドムとしてカード化されている。
シン・マツナガ専用機
漫画『MSV-R 虹霓のシン・マツナガ』に登場。
ソロモン防衛戦の際には不在だったシン・マツナガ大尉が、ソロモンから脱出したゼナおよびミネバ・ザビらを乗せたグワジン級を救援する際に搭乗。パーソナル・カラーの白ではなく一般塗装であるが、左肩に「白狼」のパーソナル・エンブレムが描かれている。通常のヒート・サーベルのほかにグフカスタムのヒート・サーベルを携行し、火器は装備していない。

## バリエーション

### リック・ドム（RS型）
小説版でシャア・アズナブルらが搭乗するリック・ドムを原典として、ゲーム『SDガンダム GGENERATION』に「シャア専用リック・ドム」として登場（型式番号：MS-09RS）。のちに『マスターグレード』や『HGUC』でキット化された。プラモデルではあくまで小説版に登場するMSとしての扱いであったが、その後アナベル・ガトー大尉の搭乗するリック・ドムもこのタイプであるとされた。名称は単に「（○○専用）リック・ドム」と呼ばれる。
グラナダで生産されたリック・ドムのジェネレーターを、ア・バオア・クー工廠で強化改装した機体。ジェネレーター出力の向上により、ビーム兵器のドライブが可能となっている。スラスター推力も向上している。
主な武装
ビーム・バズーカ
型式番号：EX-T3-2 / EX-T2-2
本機の主兵装。開発・製造はMIP社。エネルギーのチャージに時間がかかるものの、その威力は連邦軍のMS用ビーム兵器やのちのゲルググのビーム・ライフルを凌駕するものであったとされる（ムサイ級の主砲に準ずるともいわれる）。通常のリック・ドムでも発射可能ではあり、ドズル・ザビ中将麾下のリック・ドム部隊やキャメル艦隊でも試験的に運用されていたといわれるが、暴発事故が多発したという。
『機動戦士ガンダム THE ORIGIN』のMSV的企画である『Mobile Suit Discovery（MSD）』では、ドム試作実験機によって射撃試験がおこなわれていたとされ、連射性能に難があることからビーム兵器の小型化は連邦軍に先んじられたという。
個人用カスタム機
シャア・アズナブル専用機
出典は上記の通り。シャア大佐（小説版では中佐）が搭乗し、一般塗装の紫の部分がパーソナル・カラーの赤で塗られている。
スマートフォンゲームアプリ『機動戦士ガンダム U.C. ENGAGE』のイベント「アムロシャアモード」では、ホワイトベースがキャメル・パトロール艦隊と交戦している頃に、母艦のザンジバル級機動巡洋艦（ラグナレク）から発進し、ザクII 4機と模擬戦をおこない勝利する。シャアは本機について、加速性能は認めるが小回りが利かないと不満を漏らしており、これで「奴」に勝つことは想像しにくいと独白している。一般塗装の黒の部分は赤茶色となっている。
ゲーム『機動戦士ガンダム ギレンの野望』シリーズでは、ネオ・ジオン（キャスバル）のシナリオ開始時にキャスバル・レム・ダイクンが搭乗している。
アナベル・ガトー専用機
ゲーム『機動戦士ガンダム めぐりあい宇宙』の「エースパイロットモード」、『機動戦士ガンダム サイドストーリーズ』のシナリオ「ミッシングリンク」、『U.C. ENGAGE』のイベント「ソロモンの悪夢」、および漫画『MSV-R 虹霓のシン・マツナガ』、『機動戦士ガンダム0083 REBELLION』に登場。パーソナル・カラーの青と緑に塗装されている。ガトーが搭乗し、宇宙要塞ソロモンでの撤退戦において連邦軍に多大な被害を与え、「ソロモンの悪夢」の異名をとる。また、『めぐりあい宇宙』の「ストーリーモード」でも、ルート次第ではアムロ・レイのガンダムで本機と対戦することが可能となる。
なお、ガトーがリック・ドムに搭乗していたとされるのは『いけ!いけ!ぼくらのVガンダム!!』掲載のことぶきつかさの漫画「ソロモンの悪夢」が初出であるが、撤退戦前のソロモン防衛戦の際であり、ジャイアント・バズを携行している。連邦軍のソーラー・システムの照射に巻き込まれるが、ケリィ・レズナー大尉のビグロが盾となり、右脚とジャイアント・バズの砲身の損壊で済んでいる。撤退戦ではゲルググ (MS-14H) に搭乗しており、これを踏襲してガトーが「ソロモンの悪夢」の異名で畏怖されることになるのはゲルググに乗り換えてからであるとする資料もある。
サイラス専用機
漫画『機動戦士ガンダム アグレッサー』に登場。突撃機動軍親衛隊のサイラス少佐が搭乗し、白を基調に塗装されている。胸部拡散ビーム砲は3連装のバルカン砲に換装されており、肩アーマーにさらに装甲らしきものが追加されている。脱走したダイアン・ノイス少佐のペズン・ドワッジと一騎討ちを繰り広げ、右腕を切断するも左脚を切断されて姿勢制御に異常をきたし、取り逃がす。

### リック・ドム［シュトゥッツァー］
雑誌企画『ADVANCE OF Ζ ティターンズの旗のもとに』に登場（型式番号：MS-09R）。
ジオン残党軍のガブリエル・ゾラが搭乗していたリック・ドムを強化改造したもの。頭頂高は18.6m。固定武装が大幅に増強され、機体正面にウインチユニット、肩部の上部にミサイルポッドを、後部に機雷投下ユニットを装備する。なお、「シュトゥッツァー」とはドイツ語で「伊達者」の意味。
本体のベースはリック・ドムといわれているが、そのデザインはほとんどドム・トローペンと同じで、本機の模型作例もまずトローペンに基づく仕様で作られていたものの、シュトゥッツァーとして発表される際のラフ画で足首はトローペンのものではないと指摘されており、ホバーユニットを外した足首やリック・ドムIIの足首が指定されている。カラーイラストではホバーユニットを外した足首となっているが、作例の足首はリック・ドムIIのものを選んでおり、足首はジャンクとして回収したリック・ドムIIのものと解説している。なお、作例ページではベースを「ドムF型」としている。

### リック・ドムII
OVA『機動戦士ガンダム0080 ポケットの中の戦争』および『機動戦士ガンダム0083 STARDUST MEMORY』に登場。デザインは出渕裕。なお、型式番号は「エムエスぜろきゅうアールツー」と読む。
リック・ドムから、スラスターやジェネレーターをチューンナップした機体。リック・ドムとは製造工程があまり変わらないことから生産ラインを引き継いで量産化されたものの、戦争末期であったことから実戦参加した機体はごくわずかであったとされる。統合整備計画のもとに再設計された機体であり、宇宙空間に適した機能や形状がなされているとされる。後に同型の機体がドライセンの開発母体となった。
宇宙におけるジオン公国軍の脅威として連邦軍におそれられた名機とされるが、量産が間に合わず実戦参加は一部に留まっている。
武装・装備
ジャイアント・バズーカ / ジャイアント・バズ
砲の形状と弾体が改良され、対艦攻撃にも有効なモデルを装備する。
ヒート・サーベル
『0080』では設定されておらず、『0083』登場時にバックパック左側に装備する形で描き足されている。
サイド6に配備されていた機体には装備されていなかったが、戦後の残党が使用した機体に装備されていたとする資料もみられる。
拡散ビーム砲
出力向上により、目くらましだけではなく近接攻撃にも使用可能となった。
スツルムファムスト / シュツルム・ファウスト
ザク用に開発された装備を使用可能。
プロペラントタンク
宇宙空間での長距離行動用として通常装備される。これにより、リック・ドムと比較して200%の航続距離を誇る。
劇中での活躍
『0080』では、第1・2話に登場。前述の緑色の機体はコロニー用、通常カラーの機体は宇宙用とどちらもジム・コマンドを相手に戦った。
『0083』では、舞台が宇宙に移ってから多数が登場。多くがMMP-80・90mmマシンガン（後期型）を使用している。一方、ドムより出力向上しているはずの胸部ビーム砲を使用する場面は無い。なかでもアナベル・ガトーの腹心、カリウスの機体が代表的であり、彼はこの機体単機でガトーを追ってきたジム部隊を撃退している。
『夢のマロン社 「宇宙の旅』では、一年戦争中の宇宙世紀に迷い込んだマロン社の宇宙船ガブスレイ号（SD体型）を宇宙で攻撃しているほか、前述のリック・ドムII陸戦用がジャブロー攻略戦に参加している。
漫画『機動戦士ガンダム C.D.A. 若き彗星の肖像』では、外宇宙用に外装・脚部・ランドセルなどが変更された機体が登場。アクシズに配備され、主にラカン・ダカランが搭乗した。
ゲーム『機動戦士ガンダム外伝 ミッシングリンク』では、ギー・ヘルムートが搭乗。マルコシアス隊がレムリア隊と合流した際に受領しており、ソロモン防衛戦の際にドム・グロウスバイル用の超大型ヒート・サーベルが装備される。ア・バオア・クー防衛戦でのペイルライダーとの戦闘で大破し、ギーも戦死する。
漫画『機動戦士ガンダム MSV-R ジョニー・ライデンの帰還』では、0090年のネオ・ジオン軍に所属する3機が登場。ミナレット奪取作戦に参加するが、防衛システムの多数の機銃の掃射を受け損傷、撤退する。
『0080』にて緑色に塗られた機体がコロニー内部で登場。ゲーム作品では地上でも運用可能という解釈は珍しくなく、ゲーム『機動戦士ガンダム0079カードビルダー』では、緑色の当機を地上用機としている。なお、初期の『スーパーロボット大戦シリーズ』では「ドムII」と呼ばれていた。また、OVA『機動戦士SDガンダム Mk-IV』収録の『夢のマロン社 「宇宙の旅』では、地上で運用されている機体が登場し、ホバー走行している描写がある（特典映像では「リック・ドムII陸戦用」という名称で紹介されている）。

#### プロトタイプ・リック・ドムII
『機動戦士ガンダム0083 STARDUST MEMORY』Blu-Ray Box特典のピクチャードラマ「宇宙の蜉蝣2」に登場。
リック・ドムIIの試作型。外観はドム・トローペンに酷似しているが、脚部の防塵フィルターはない。各種試験終了後はア・バオア・クーのドックに格納されるが、終戦直後に公国軍残存艦隊が集結したカラマ・ポイントで、逆上してアサクラ大佐座乗のチベ級重巡洋艦に向かって発砲するシーマ・ガラハウ中佐のゲルググMを止めるため、アナベル・ガトー少佐が搭乗して出撃する。ただし、背部のヒート・サーベル以外の武装は装備していない。

### ドム・バインニヒツ
ゲーム『SDガンダム GGENERATION ギャザービート』が初出（型式番号：MS-09F/Bn）。
ドム・フュンフのバリエーション機とする資料、リック・ドムの高機動型とする資料がみられる。バインニヒツはドイツ語で足なしを意味する。脚部を廃して高機動スラスターと換装しており、宇宙空間での機動性はMAにも匹敵する。モノアイは頭頂部まで動かすことができる。コクピットは腰部にある。
他の機体のパーツを流用するなど生産性も考慮されたが、設計段階で終戦を迎えたため、実機は建造されなかった。
デザインは片桐圭一郎が担当した。

### ドム・グロウスバイル
ゲーム『SDガンダム GGENERATION ギャザービート』が初出（型式番号：MS-09F/Gb）。
グロウスバイルはドイツ語で大ナタの意。格闘戦に特化した機体でMS本体に匹敵するほど巨大なスラスター付きヒート・サーベルと小型のヒートナイフのみを装備し、射撃武器は一切搭載していない。ドム・バインニヒツとのセット運用が計画されていたが、設計段階で終戦を迎えたため、実機は建造されなかった。
『機動戦士ガンダム サイドストーリーズ』では、ア・バオア・クー戦にてギー・ヘルムート搭乗のリック・ドムIIに本機の巨大なスラスター付きヒート・サーベルが受領され運用した。

### ドワス
プラモデル「フルカラーモデル リック・ドム」の組立説明書の挿絵に（背面のみ）描かれた、MS-09シリーズの最終生産型（型式番号：MS-09S）。
高機動戦闘を目的として開発された機体で、バックパックのスラスター出力が強化されている。実戦を経験せずに終戦を迎えたが、機体はアナハイム・エレクトロニクス（AE）社にわたり、後のリック・ディアスの原型となった。資料によっては実在を疑われる機体ともされる。
大型化したバックパックと刀状のヒート・サーベルを持ち、リアスカートの上面にはスラスターが増設されて、頭部にはバルカン砲のようなパーツが描かれている。
雑誌「MJ（模型情報）」で連載されたメカニックデザイン企画『F.M.S』では、ドワス・デザートという同名の系列機が登場している。

#### ドワス改
矢立文庫のWeb企画『アナハイム・ラボラトリー・ログ』に登場するドワスの改良型。
宇宙世紀0084年にアクシズからAE社へ届けられ、リック・ディアスの開発母体になった。設定上リック・ディアスから逆算したようなデザインとなっている。ドワスのリック・ドムに対し、ドワス改はリック・ドムIIやドム・フュンフがデザインの基（準拠）になっている。
装甲は第三世代ルナ・チタニウム合金に変更され、機動性やジェネレーター出力も向上している。
移送任務ではガンダリウム合金のサンプルを所持するサングラスをかけた金髪の青年の囮となり、アンディの乗機として高機動型ガルバルディα（リカルド機）等の僚機と共に、ティターンズ部隊をグラナダ宙域で殲滅した。移送されたドワス改は赤色にペイントされているが、アンディ曰く「大佐」の機体らしく、色に付随するネームバリューも敵の目を引き付けるには適している。

### シュネー・ヴァイス
漫画『機動戦士ガンダム C.D.A. 若き彗星の肖像』に登場。アクシズの試作型ニュータイプ専用MSである（型式番号：MS-09R4またはMS-09RN）。
本機は旧ジオン軍のMAエルメスで実用化されたビットをMSで運用すべく、リック・ドムをベースに大幅に改修した機体である。そもそもMAという大きな機体に搭載されていたサイコミュシステムをMSへと搭載しようとしたため、背部に接続されたサイコミュ・コントロール・ユニットだけでもMSに匹敵する巨大なものとなってしまった。それでもエルメスの1/3の大きさに小型化されてはいる。
ビットは機体には搭載されず、ビット・キャリアーと呼ばれる装置を母艦から射出し運用する。このビット・キャリアーもまたMS大程の巨大なもので、MS側からの指令により内部に搭載された8基のビットを射出し、オールレンジ攻撃を行う。サイコミュ・コントロール・ユニット装着時は固定武装を持たないが、バックパックを換装することでヒート・サーベルの使用が可能である。
脚部は宇宙戦に特化した形状となっており、バックパックにもスラスターを有してはいるが、重いサイコミュ・コントロール・ユニットによりMSとしての運動性は従来のものを下回る。そのため、非常時（ビット使用不可等の状況）ではバックパック及びショルダーブロックを切り離すこともできる。加えて、姿勢制御スラスターの出力を向上させる（従来より120%向上）など運動性能の改善が図られたものの十分でなく、MSにサイコミュを搭載する本来の目的を達成できずにいた。このことがビットシステムの根本的な見直しであるファンネルの開発に繋がっていったとも考えられる。
なお、本機のテストパイロットは後のアクシズの実質的指導者ハマーン・カーンが務めていた。シュネー・ヴァイス（Schnee Weiss）とは、ドイツ語で「雪の白」のこと。
劇中での活躍
作品上ではバックパックを外した状況でジム・コマンド（アムロ・レイの射撃回避運動がプログラム化されインプットされていた改造型）との戦闘シーンがある。この際はスクランブル発進により武装はヒート・サーベルだけであり、その性能を十分に発揮できる状況ではなかった。結果的に辛くも勝利は収めたものの直後の2機のジムとの戦闘においては数的不利もありハマーンは捕虜となってしまう。宇宙世紀0083年7月にアクシズ内で勃発した強硬派によるクーデター騒動においても、ハマーン機として投入されたが、強硬派の擁する後継機トゥッシェ・シュヴァルツとの交戦時には性能差は否めず、中破している。

#### トゥッシェ・シュヴァルツ
漫画『機動戦士ガンダム C.D.A. 若き彗星の肖像』に登場。アクシズの試作型ニュータイプ専用MSである（型式番号：MS-09RN-2）。
本機はシュネー・ヴァイスの後継機であり、対照的に黒く塗装されている。トゥッシェ・シュヴァルツ（Tusche Schwarz）とは、ドイツ語で「墨の黒」という意味で、シュネー・ヴァイスとの対比になっている。サイコミュ・コントロール・ユニットはその大きさと過重性に問題があったが、サイコミュ・システムの運用方法を見直し再構築することで小型化に成功。ビット・キャリアーを介することなくMSへの内装を実現している。また、ビットはより小型化したショートビットに変更したため、搭載数は12基に増加している。しかし、当の再構築したサイコミュ・システムが完成されておらず、ビットコントロールの困難さや薬物投与によるシステムへの適応など、かえって搭乗者に高い負荷を与える結果となった。
本機の運用実験から得られたデータを元にキュベレイの開発に繋がったとされている。
劇中での活躍
アクシズでの挙兵に備え、強硬派のエンツォ・ベルニーニ大佐によって極秘に開発され、宇宙世紀0083年7月に勃発した強硬派によるクーデター騒動において主力機と運用された。テストパイロットのレベッカ・ファニング少尉が搭乗するが、戦闘中にサイコミュ・システムからの高い負荷により心身が崩壊したため、代わりにヤヨイ・イカルガ伍長が搭乗し、ハマーンの駆るシュネー・ヴァイスも圧倒するが、リカルド・ヴェガの説得の隙を突いたハマーンによって撃破された。

### ジュピターゴースト
雑誌企画『ソロモンエクスプレス』に登場。「ジュピターゴースト」は地球連邦軍側による呼称であり、正式名称は不明。
惑星間クラスの超長距離侵攻を目的とした宇宙用のMAで、ドム系MSのボディを中核として大型プロペラントやブースターユニットを装備しており、武装として複数の核弾頭のほか、大型ビームカノンと大出力Iフィールド発生ユニットを搭載しているが、脚部は存在しない。また、長期間に渡る航行に備えるため、コクピットにはパイロットの長期生命維持装置が備えられている。
宇宙世紀0080年に12機分の残骸が月面に墜落しているのが発見され、所属や製造元などは一切不明だが、木星圏（アクシズ）に到達したジオン軍がア・バオア・クー攻撃の準備を進める連邦軍を核攻撃すべく投入したものと、作中では考えられている。発見されたのがグラナダ条約締結直後だったため、ジュピターゴーストの存在は公開されなかったが、その後にAE社が「MAの中枢部にMSのボディを置く」というジュピターゴーストのコンセプトを自社のガンダム開発計画に取り入れ、ガンダム試作3号機デンドロビウムを開発した。また、アクシズが開発したノイエ・ジールも、ジュピターゴーストの系譜に連なるものとされている。

### ズオム
漫画『機動戦士ガンダムU.C.0096 ラスト・サン』に登場する専守防衛用のハンドメイドMS。
ジオン軍残党のムサイ級軽巡洋艦「メイルメル」のメカニックであるエージス・ソートンによって2機が製造される。リック・ドムをベースにしているが、内装は長年集めたジャンクパーツを加工流用しているため、2機のスペックと操縦特性にはかなりのばらつきがある。なお、1番機はゲルググ用のビーム兵器も使用可能となっている。外観は頭部、胸部、脛部以外はリック・ドムと変わらない。胸部にもモノアイ・レールがあり、索敵・偵察時にはモノアイが移動し広域モードとなる。1番機は頭部にブレード・アンテナをもち、エミコ・ジェラードのパーソナル・カラーである青銅色を、2番機は緑を基調に塗装されている。
宇宙世紀0096年、「袖付き」に合流するための手土産として、連邦軍の式典用に建造された多用途輸送艦「アンヴァル」を襲撃。1番機にエミコ、2番機に初陣であるガンズ・ランが搭乗する。作戦は失敗に終わるが、直後に襲来したフェネクスにより1番機は頭部と右腕を破壊される。その後も修理されぬまま出撃している。2番機は戦闘に参加せずに終わり、その後も登場しない。

### RFドム
ゲーム『機動戦士ガンダムF91 フォーミュラー戦記0122』に登場。

## 『機動戦士ガンダム サンダーボルト』におけるリック・ドム
漫画・OVA『機動戦士ガンダム サンダーボルト』に登場（型式番号：MS-09R）。
関節部にはシーリングが施されている。バックパックはザクIIと共通で、肩アーマーはドム・トローペンを髣髴とさせるデザインや配色になっている。また、脚部やリア・スカートのスラスターが装甲上面に露出しており、首や胸部には動力パイプが追加されている。
武装はジャイアント・バズの他にMMP-50マシンガンを装備。ヒート・サーベルの代わりにヒート・ホークを装備する。これらはすべてバックパックに装着可能。
かつてサイド4であった暗礁宙域「サンダーボルト宙域」で活動するリビング・デッド師団に数機配備され、フィッシャー・ネス曹長の乗機は長距離ビーム砲「ビッグ・ガン」を運用する。ムーア同胞団との決戦の際には救援を求めてセイレーン機動艦隊に保護され、同師団の生き残りを救うことになる。

## 『機動戦士Gundam GQuuuuuuX』におけるリック・ドム
「一年戦争でジオン軍が連邦軍に勝利した」というパラレルワールドを舞台とした『機動戦士Gundam GQuuuuuuX（ジークアクス）』に登場（型式番号：MS-09）。「折りたたみ式のバックパックを展開した三脚型の高機動形態に変形する」という独自の構造が採用されている。また劇中未登場ながらも、陸戦用のドムの存在も語られている。パイロットは『ファースト』でドムに搭乗していた黒い三連星であるが、マッシュは引退して政治家になったために、得意のジェット・ストリーム・アタックは2機のみの不完全なものとなっている。